# St. Johann, Volšperk
St. Johann je naselje v Občini Volšperk v Okraju Volšperk na Koroškem v Avstriji.